# Retiniphyllum parvifolium
Retiniphyllum parvifolium är en måreväxtart som beskrevs av Julian Alfred Steyermark. Retiniphyllum parvifolium ingår i släktet Retiniphyllum och familjen måreväxter. Inga underarter finns listade i Catalogue of Life.